# Takaya Kagami
Takaya Kagami (鏡 貴也, Kagami Takaya, Tóquio, 22 de maio de 1979) é um mangaká japonês. Alguns de seus principais trabalhos incluem The Legend of the Legendary Heroes, Itsuka Tenma no Kuro Usagi e Owari no Seraph, que foram adaptados para séries de anime.

## Trabalhos
- The Legend of the Legendary Heroes
- Itsuka Tenma no Kuro Usagi
- Owari no Seraph
- Apocalypse Alice